# Hoaden
Hoaden est un village anglais situé dans le Kent.